# Polskie Towarzystwo Medycyny Seksualnej
Polskie Towarzystwo Medycyny Seksualnej – stowarzyszenie powstałe na początku kwietnia 2004 roku, z inicjatywy lekarzy tworzących Komitet Założycielski. Skupia wyłącznie lekarzy specjalistów seksuologii, oraz lekarzy innych specjalności o uznanym dorobku naukowym i zawodowym, którzy w swej codziennej pracy zajmują się pacjentami z problemami w życiu seksualnym.
Organizacja współpracuje z Polskim Towarzystwem Seksuologicznym.
PTMS w 2005 roku uzyskało afiliację Europejskiego Towarzystwa Medycyny Seksualnej.
Na swojej stronie internetowej podaje listę rekomendowanych gabinetów seksuologicznych.

## Struktura[2]
- prezes: Andrzej Depko
- wiceprezes: Janusz Paleolog
- sekretarz: Ryszard Smoliński
- skarbnik: Zofia Wieczerzak